# Flughafen Blagoweschtschensk-Ignatjewo

i7
i11
i13
Der Flughafen Ignatjewo (russisch Аэропорт Игнатьево, IATA-Code: BQS, ICAO-Code: UHBB, RU-LID: БГЩ) ist ein internationaler Flughafen in der russischen Oblast Amur in der Nähe des Dorfes Ignatjewo, 20 Kilometer nordwestlich des Stadtzentrums von Blagoweschtschensk. Der Flughafen wird hauptsächlich von mittelgroßen Flugzeugen wie z. B. dem Airbus A320 rund um die Uhr bedient. Es gibt 44 Stellplätze für zivile Flugzeuge. Der Flughafen befindet sich im staatlichen Besitz der Oblast Amur und wird gemeinsam mit der russischen Luftwaffe betrieben. Es gibt einen Militärstützpunkt auf der nordwestlichen Seite des Flughafens.

## Geschichte
Der Bau des Flughafens Blagoweschtschensk-Ignatjewo begann 1959 unweit des Dorfes Ignatjewo, nach dem der Flughafen benannt ist. Das erste Terminal war aus Holz und befand sich etwa an der Stelle, an der das aktuelle Terminal steht. In den frühen 1990er Jahren gingen die Passagierzahlen des Flughafens zurück, da Russland nach der Auflösung der Sowjetunion unter einem wirtschaftlichen Niedergang litt.
Im Juli 1997 unterzeichnete der Gouverneur der Oblast Amur ein Dekret über die Errichtung des Flughafens, eines Föderalen Staatlichen Unitarunternehmen, das sich vollständig im Besitz der Oblastregierung befindet sowie den Flughafen besitzt und betreibt. In den 2000er Jahren begann ein Teilumbau des Flughafens, um die Kapazität zu erhöhen und die Qualität des Passagierverkehrs zu verbessern. 2007 wurden die Pläne für den Bau eines neuen Terminals nach deren vorübergehender Rückstellung 1988 wieder aufgenommen. Im Dezember 2010 wurde das Terminal in Betrieb genommen.

## Fluggesellschaften und Ziele
Es werden hauptsächlich Inlandsflüge mit russischen Fluggesellschaften wie Aurora Airlines und S7 Airlines angeboten, saisonal werden aber auch Flüge zu Urlaubszielen wie Thailand sowie nach Südkorea angeboten.

## Unfälle und Zwischenfälle
- Das Hauptfahrwerk einer Antonow An-12TP-2 brach am 4. Juni 1967 zusammen, das Flugzeug erlitt einen Totalschaden.[4][5]
- Während eine Let L-410UVP am 14. Juli 1994 einem geparkten Bus auswich, geriet das Fahrwerk in einen Graben. Das Flugzeug erlitt einen Totalschaden, keine der 14 Insassen wurde verletzt.[6]
- Am 8. August 2011 schoss eine Antonow An-24RW der IrAero über die Landebahn hinaus. Von den 41 Insassen wurden vier Passagiere schwer verletzt, das Flugzeug erlitt einen Totalschaden.[7]